# Un mundo misterioso
Un mundo misterioso è un film del 2011 diretto da Rodrigo Moreno.